# Feusines
Feusines település Franciaországban, Indre megyében. Lakosainak száma 208 fő (2022. január 1.). Feusines Champillet, La Motte-Feuilly, Pérassay, Sainte-Sévère-sur-Indre és Urciers községekkel határos.

## Népesség
A település népességének változása:
| Lakosok száma | 339  | 267  | 214  | 200  | 208  | 205  | 211  | 213  | 211  | 208  |
|               | 1968 | 1982 | 1990 | 2006 | 2013 | 2015 | 2017 | 2019 | 2020 | 2022 |